# Kirikunukk
Kirikunukk är en udde i sydvästra Estland. Den ligger i Audru kommun i landskapet Pärnumaa, 130 km söder om huvudstaden Tallinn.
Uddens yttersta spets benämns Liu säär. Närmaste by är Liu och närmsta större samhälle är Pärnu, 18 km nordost om Kirikunukk. Udden ligger på Pärnuvikens sydvästra sida, mellan Mannö i sydväst och Pärnu vid vikens inre del i norr.